# Gros-Réderching
Pour les articles homonymes, voir Gros et Petit-Réderching.
Gros-Réderching [ɡʁo ʁedɛʁʃɛ̃] est une commune française du département de la Moselle en région Grand Est.
Village rural de Lorraine, du pays de Bitche et du bassin de vie de la Moselle-est, Gros-Réderching est situé à 13 km de Sarreguemines et à 
67 km au nord-ouest de Strasbourg. Au niveau intercommunal, la municipalité est intégrée dans la communauté de communes du Pays de Bitche qui regroupe 46 localités autour de Bitche. En 2022, la population légale est de 1 273 habitants, appelés les Gros-Réderchingeois.
Gros-Réderching est attesté dans les textes d'archives dès le XIIe siècle. Dépendante du Saint-Empire, la localité est successivement la propriété des seigneurs de Bitche du duché de Lorraine (XIIe siècle), des comtes de Deux-Ponts-Bitche (1286) et à nouveau des ducs de Lorraine (1570). Durant la guerre de Trente Ans, la population souffre des multiples passages de troupes et sort du conflit exsangue et décimée. La paix retrouvée, des migrants ardennais, suisses et tyroliens participent au redressement de la communauté. Le village devient français en 1766 sous Louis XV avec le rattachement du duché de Lorraine au royaume de France. Comme le reste de la Moselle, Gros-Réderching devient allemand durant la période du Reichsland (1871-1918) puis lors de l'occupation nazie (1940-1945).

## Géographie

### Localisation et communes avoisinantes
Le village se situe aux portes de Sarreguemines et du pays de Bitche. Installé sur le plateau, en pays découvert, il est situé aux sources du ruisseau d'Achen. L'agglomération est longée par la grande route de Sarreguemines à Bitche, qui reprend partiellement le tracé d'une voie antique.
À vol d'oiseau, Gros-Réderching se situe à 66,5 km au nord-ouest de Strasbourg, chef-lieu de région, à 75,5 km à l'est de Metz, chef-lieu de département, à 12,1 km au sud-est de Sarreguemines, chef-lieu d'arrondissement et à 15,4 km au sud-ouest de Bitche, chef-lieu du canton et de la communauté de communes du Pays de Bitche. Le village ne se trouve qu'à 4 km de Rohrbach-lès-Bitche, ancien chef-lieu de son canton et siège de son intercommunalité.

### Hydrographie
La commune est située dans le bassin versant du Rhin au sein du bassin Rhin-Meuse. Elle est drainée par le ruisseau d'Achen et le ruisseau le Schlierbach.
Le ruisseau d'Achen, d'une longueur totale de 15,4 km, prend sa source dans la commune  et se jette  dans la Sarre à Kalhausen, face à Wittring, après avoir traversé cinq communes.

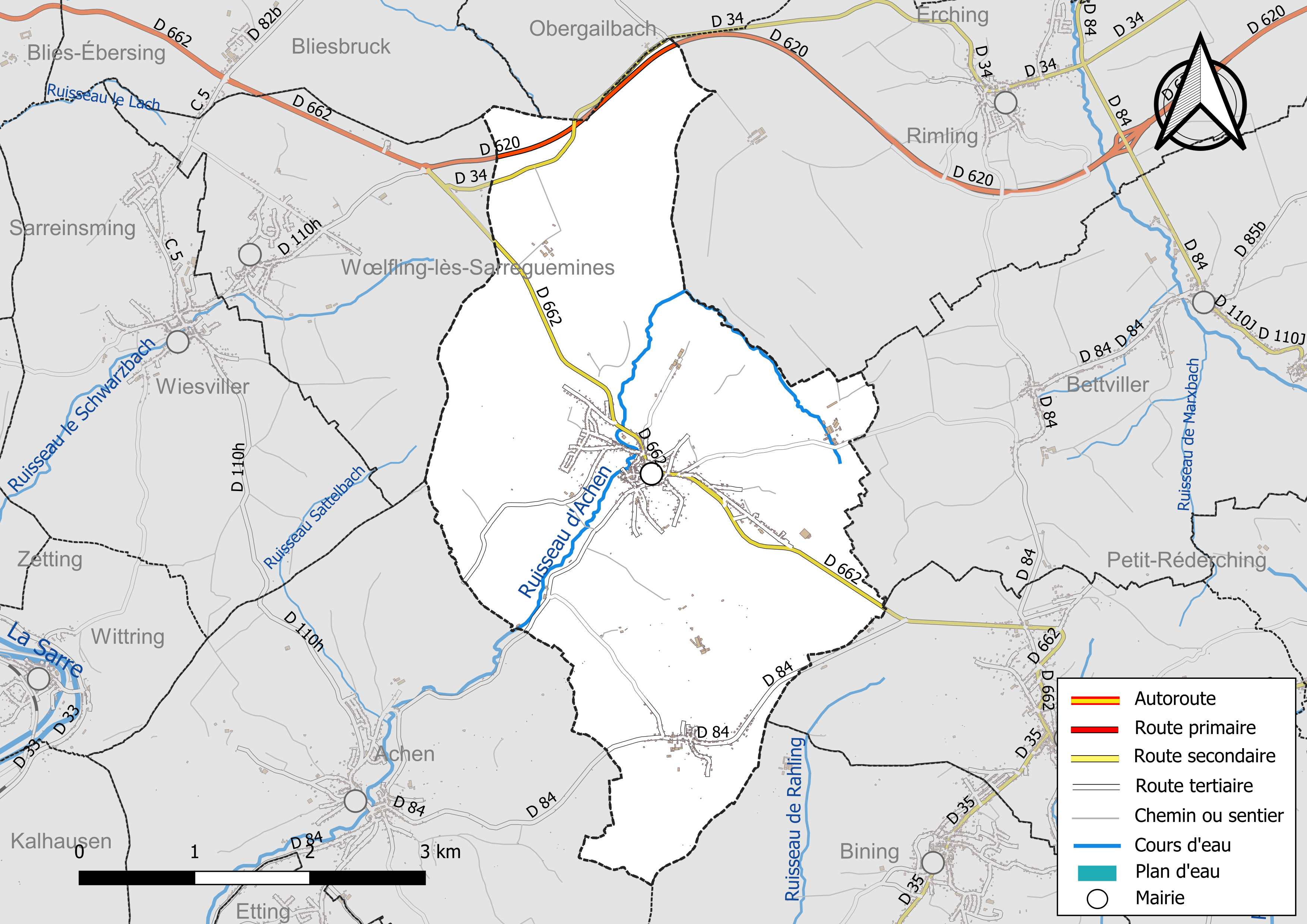
Réseaux hydrographique et routier de Gros-Réderching.

La qualité des eaux des principaux cours d’eau de la commune, notamment du ruisseau d'Achen, peut être consultée sur un site dédié géré par les agences de l’eau et l’Agence française pour la biodiversité.

### Climat
Pour des articles plus généraux, voir Climat du Grand Est et Climat de la Moselle.
En 2010, le climat de la commune est de type climat des marges montargnardes, selon une étude du Centre national de la recherche scientifique s'appuyant sur une série de données couvrant la période 1971-2000. En 2020, Météo-France publie une typologie des climats de la France métropolitaine dans laquelle la commune est exposée à un climat semi-continental et est dans la région climatique Vosges, caractérisée par une pluviométrie très élevée (1 500 à 2 000 mm/an) en toutes saisons et un hiver rude (moins de 1 °C).
Pour la période 1971-2000, la température annuelle moyenne est de 9,7 °C, avec une amplitude thermique annuelle de 17 °C. Le cumul annuel moyen de précipitations est de 917 mm, avec 11,3 jours de précipitations en janvier et 10 jours en juillet. Pour la période 1991-2020, la température moyenne annuelle observée sur la station météorologique de Météo-France la plus proche, « Volmunster », sur la commune de Volmunster à 12 km à vol d'oiseau, est de 10,2 °C et le cumul annuel moyen de précipitations est de 760,1 mm. 
La température maximale relevée sur cette station est de 37,6 °C, atteinte le 25 juillet 2019 ; la température minimale est de −18,6 °C, atteinte le 24 décembre 2001,,.
Les paramètres climatiques de la commune ont été estimés pour le milieu du siècle (2041-2070) selon différents scénarios d'émission de gaz à effet de serre à partir des nouvelles projections climatiques de référence DRIAS-2020. Ils sont consultables sur un site dédié publié par Météo-France en novembre 2022.

## Urbanisme

### Typologie
Au 1er janvier 2024, Gros-Réderching est catégorisée bourg rural, selon la nouvelle grille communale de densité à sept niveaux définie par l'Insee en 2022.
Elle est située hors unité urbaine. Par ailleurs la commune fait partie de l'aire d'attraction de Sarreguemines (partie française), dont elle est une commune de la couronne,. Cette aire, qui regroupe 48 communes, est catégorisée dans les aires de 50 000 à moins de 200 000 habitants,.

### Occupation des sols
L'occupation des sols de la commune, telle qu'elle ressort de la base de données européenne d’occupation biophysique des sols Corine Land Cover (CLC), est marquée par l'importance des territoires agricoles (94,5 % en 2018), en diminution par rapport à 1990 (97 %). La répartition détaillée en 2018 est la suivante : 
terres arables (60,2 %), prairies (30,7 %), zones urbanisées (5,4 %), zones agricoles hétérogènes (3,6 %), forêts (0,1 %). L'évolution de l’occupation des sols de la commune et de ses infrastructures peut être observée sur les différentes représentations cartographiques du territoire : la carte de Cassini (XVIIIe siècle), la carte d'état-major (1820-1866) et les cartes ou photos aériennes de l'IGN pour la période actuelle (1950 à aujourd'hui).

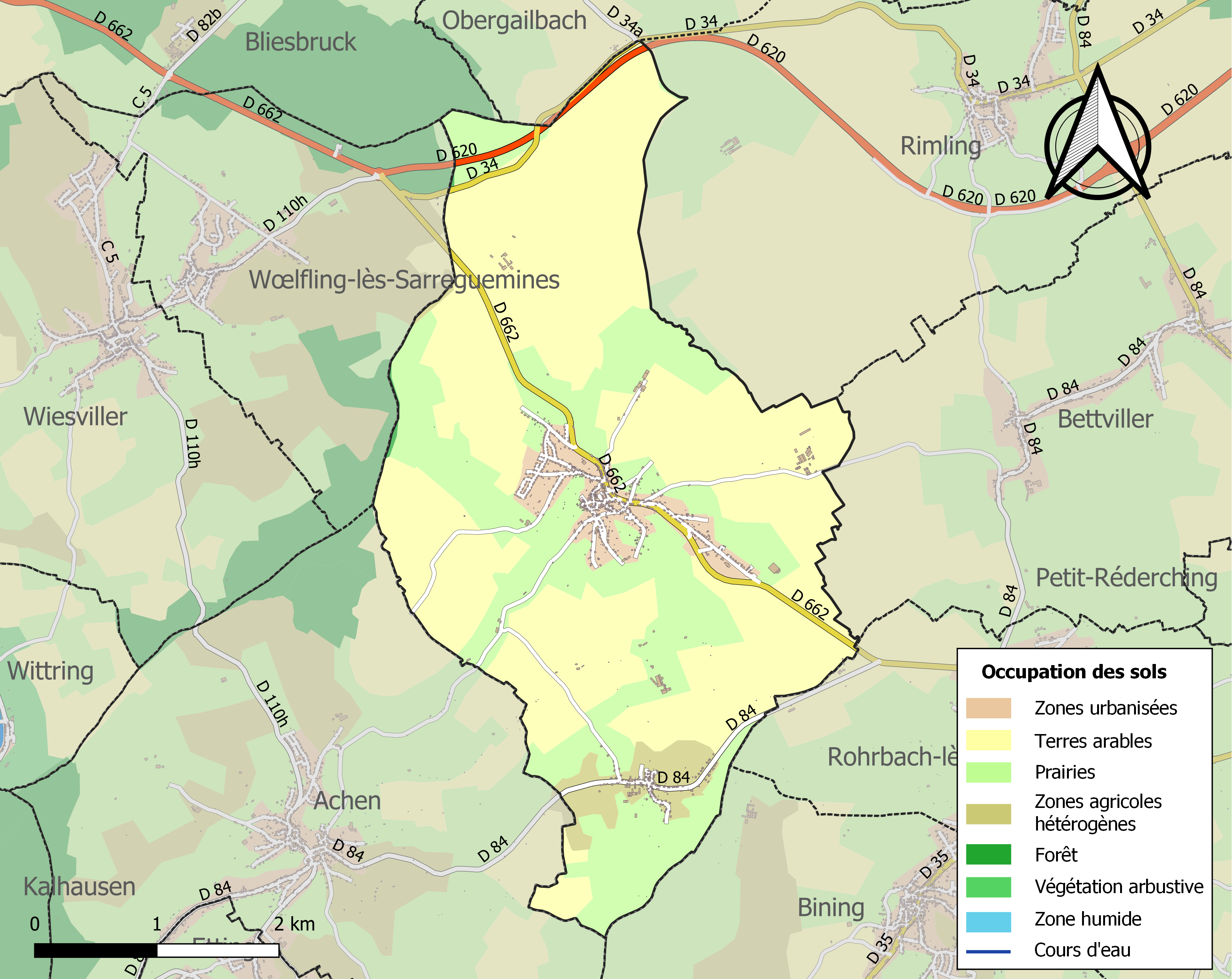
Carte des infrastructures et de l'occupation des sols de la commune en 2018 (CLC).

## Toponymie

### Gros-Réderching
- La légende orale reporte la fondation du village à l’époque des invasions franques. Réderching viendrait de Roderchingen, d’après le nom du duc Roderich qui y aurait eu sa résidence.
- Anciennes mentions[1],[17] : Ruderchingen (1304) ; Rederchingen (1322) ; Roederichingen et Röderichingen (1550) ; Riderchingen (1594) ; Gros-Rederking (1756) ; Gros-Rederching (1763) ; Gros-Rederchingen (carte de l'état-major) ; Rederching-Gros (1801) ; Gros-Redreking (1825).
- Durant les annexions allemandes[1] : Großrederchingen (1871-1918) et Großredingen (1940-1945).
- En francique lorrain : Gross-Rederschinge[18]. En allemand standard (avant 1941) : Großrederchingen.

### Écarts et lieux-dits
- Brandelfing : Lantolfinga (888) ; Blandelfingen (1751) ; Brandelfigen (1755) ; Brandelfing (1756) ; Brandelfand (1817) ; Brandelfingerhoff (carte de l'état-major) ; Brandelfang[17].
- Olferding : voir Olferding#Toponymie.
- Singling : voir Singling#Toponymie.
- Welschhof ou Welschhoff : ferme bâtie en 1730 par le sieur Maurice[17].
- Landweiler : ancien lieu-dit disparu.

## Histoire

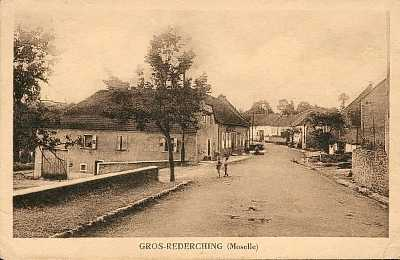
Vue du village.

Une dizaine de sites gallo-romains découverts sur le ban du village témoignent de son ancienneté. La légende orale reporte la fondation du village à l’époque des invasions franques (Ve siècle de notre ère).
Mentionné en 1304 sous la forme Ruderchingen, du nom d'homme germanique Roderich suivi du suffixe -ingen, avec le distinctif Gros, grand, pour le différencier de Petit-Réderching, le village appartient au comté de Bitche du duché de Lorraine qui va devenir par la suite le comté de Deux-Ponts-Bitche. Le village compte 45 feux au XVIe siècle.

### Temps modernes

#### Incendie de 1578
En automne 1578, Gros-Réderching est ravagé par un grand incendie qui anéantit presque tout le village. Les petites maisons paysannes, la plupart construites en bois et couvertes de chaume devaient flamber comme des torches. Les habitants, réduits à la mendicité, adressent une supplique à leur seigneur afin d’en obtenir « pour eulx et en aulmosnes quelques sommes de deniers ». Dès le 20 novembre 1578, Jean Boch, exerçant la charge de receveur à Bitche, est missionné pour donner « auxdits suppliants » la somme de 100 Francs et un supplément de 40 Gulden.

#### Guerre de Trente Ans (1618-1648)

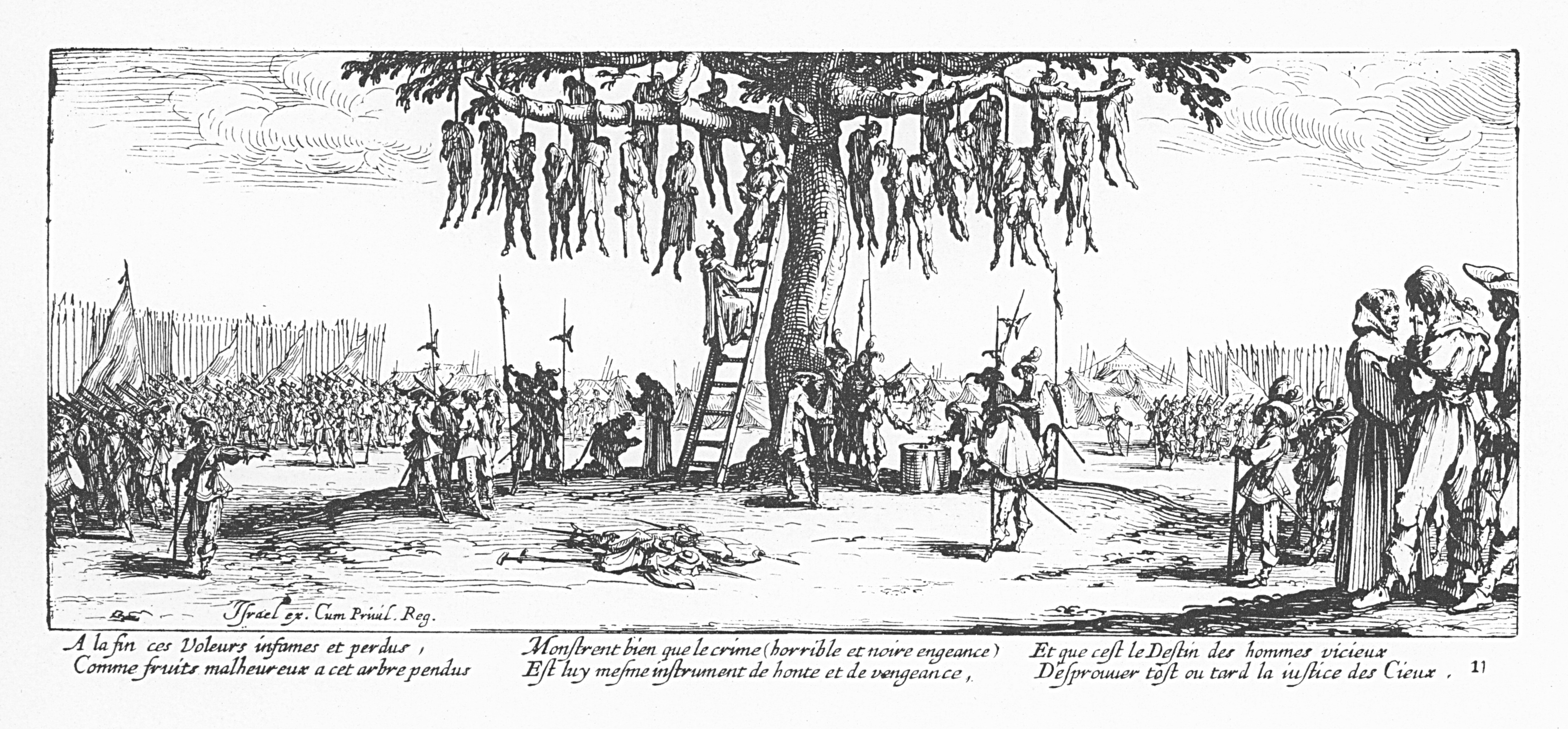
Les Grandes Misères de la guerre, gravure de Jacques Callot

Les grands fléaux que furent la guerre, la peste et la famine s’abattirent presque sans interruption sur cette partie de la Lorraine durant des siècles mettant à feu et à sang des villages entiers.
La guerre atteint des sommets vers les années 1630 lorsque 4 armées, troupes impériales et lorraines d’une part, armées suédoise et française d’autre part, s’affrontent dans la région.
Les années 1635 à 1641 furent les plus calamiteuses laissant des villages détruits et des populations décimées.
La paix de 1648 ne fut qu’une trêve. Les vexations et les hostilités ne prirent fin qu’au traité de Ryswick en 1697, date de la rétrocession de la Lorraine à son duc.

#### Reconstruction du village (XVIIeetXVIIIesiècles)
Par la suite, Gros-Réderching est rebâtie peu à peu et repeuplée par des immigrants venus des Ardennes, de la Suisse et du Tyrol.
Ces immigrants furent exemptés de tout impôt pendant 10 ans et reçurent la permission de cultiver autant de terres qu’ils pouvaient en défricher.
Gros-Réderching possède un écart, le hameau de Singling, créé à la fin du XVIIe siècle, et de nombreuses censes, qui témoignent de la pénétration bourgeoise dans les campagnes au cours du XIIIe siècle. Singling est la propriété de Georges Poncet, un riche marchand de Bitche, le Welschof appartient à François-Didier Maurice, seigneur de Sarreinsming, conseiller d'État et lieutenant général du bailliage d'Allemagne, établi à Sarreguemines, la ferme de Brandelfing est achetée par les Jésuites de Bouquenom, tandis qu'Olferding est cédé par le duc de Lorraine à l'un de ses gardes du corps, Henri de Mallan.
Du point de vue spirituel, Gros-Réderching est église-mère avec pour succursale Guiderkirch, érigée en paroisse dans les années 1715-1720. Paroisse de l'archiprêtré de Hornbach, l'église de Gros-Réderching, reconstruite en 1751, passe dans celui de Rohrbach en 1802.

### Époque contemporaine

#### Révolution française (1789)

Le découpage administratif du district de Bitche en 1790.

Les habitants du pays de Bitche n’ont pas fait la Révolution, ils l’ont plutôt subie.
Par la loi du 2 novembre 1789, les propriétés ecclésiastiques sont confisquées et mises à la disposition de la nation. À Gros-Réderching, le curé et le vicaire refusent de prêter le serment constitutionnel. La population, dans sa grande majorité, soutient les prêtres fidèles dans l’exercice des offices religieux. Les prêtres réfractaires continuent en secret d’exercer des fonctions de culte soutenus par la population désireuse d’affirmer la foi de ses ancêtres. Le vicaire de Sarralbe a même baptisé, en 1793, à Gros-Réderching, des enfants de Wiesviller, Woelfling et Bliesbruck. De nombreux habitants furent condamnés pour cause contre-révolutionnaire (environ 3 % de la population qui comptait alors 861 habitants).
Le district de Bitche, créé à la même époque, se heurte lui-aussi au clergé et sème la terreur. En 1800, le district est éclaté en trois cantons (Bitche, Volmunster et Rohrbach) qui sont rattachés à l’arrondissement de Sarreguemines. Le pays de Bitche perd alors neuf siècles d’unité, et le « repliement » (c’est-à-dire le départ de l’élite locale) s’amorce. Gros-Réderching fait alors partie du canton de Rohrbach, et ce, jusqu'à sa suppression en 2015, l'écart de Singling ayant même eu le statut de commune entre 1790 et 1811. Les deux villages se trouvent aujourd'hui dans le nouveau canton de Bitche.

#### Première Guerre mondiale (1914-1918)
Gros-Réderching a payé un lourd tribut durant la Première Guerre mondiale et 21 soldats y laisseront leur vie.
En souvenir de ces soldats tombés à la guerre, fut érigé un monument commémoratif dont l’inauguration eut lieu le 25 juin 1923 en présence de toute la population.

#### Seconde Guerre mondiale (1939-1945)

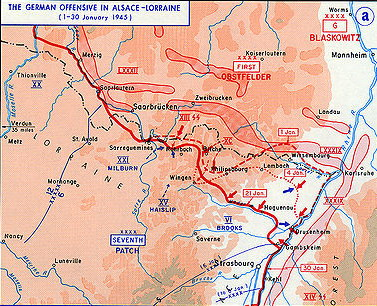
Carte de la contre-offensive allemande de janvier 1945

Les habitants reçoivent l'ordre d'évacuer le village dès le 1er septembre 1939. Leur destination est Baignes en Charente. Rapidement, les troupes de l'occupant prennent possession du village et contribuent à son délabrement. L’Armistice du 22 juin 1940 permet aux lorrains de retrouver leur sol natal malgré la présence d’un ennemi brutal et mégalomane. La commune de Gros-Réderching forme alors une « Ortsgruppe » divisée en 2 « Zellen ».
Le 19 août 1942, l’Armistice est violé avec la mobilisation de tous les jeunes Lorrains. Les jeunes de Gros-Réderching essayent de résister mais devant la menace de déportation qui frappe leurs parents, un grand nombre se résigne à rejoindre la Wehrmacht.
Bombardée dès janvier 1944, l'agglomération est à demi-détruite et ne conserve aucune maison ancienne. Le 1er septembre 1944, des Allemands quittent précipitamment le village, promettant de revenir bientôt. Les chasseurs-bombardiers survolaient constamment la région depuis début septembre. Au mois d’octobre, en plein jour, un groupe de bombardiers américains lâche tout son chargement de bombes à 500 m du village sans faire de victime.
Gros-Réderching est définitivement libérée le 5 janvier 1945.

## Politique et administration

### Situation administrative

Situation de Gros-Réderching (rouge) au sein du canton de Bitche (gris).

Depuis 1802, Gros-Réderching est rattachée à l'arrondissement de Sarreguemines. La commune dépend de la cinquième circonscription de Moselle.
De 1790 à 2014, Gros-Réderching était l'une des 15 communes du canton de Rohrbach-lès-Bitche. Depuis le redécoupage cantonal de 2014, la commune dépend désormais du canton de Bitche (46 communes pour près de 35 000 habitants). Selon le principe de parité, deux conseillers départementaux - une femme, un homme - sont nécessairement issus des suffrages. À la suite des élections départementales des 22 et 29 mars 2015, les représentants auprès du conseil départemental de la Moselle sont Anne Mazuy-Harter (DVD) et David Suck (UDI), ancien vice-président du conseil général.

### Instances judiciaires et administratives
Dans le ressort de la Cour d'appel de Metz, Gros-Réderching relève du tribunal de grande instance, du tribunal d'instance, du tribunal pour enfants et du bureau foncier de Sarreguemines, de la Cour d'Assises de Moselle, du tribunal administratif de Strasbourg et de la cour administrative d'appel de Nancy.
La commune se trouve dans la circonscription de gendarmerie de la communauté de brigades (COB) de Bitche.

### Intercommunalité

Situation de la C.C. du Pays de Bitche (rouge) au sein de la Moselle (gris).

Depuis le 1er janvier 2017, Gros-Réderching fait partie de la communauté de communes du Pays de Bitche (CCPB) qui regroupe en son sein quarante-six communes situées autour de Bitche. Depuis 2009, cette institution est présidée par Francis Vogt, conseiller municipal de Bitche. Avant 2017, Gros-Réderching était l'une des 9 communes de la communauté de communes de Rohrbach-lès-Bitche, dont la présidence était assurée par le maire du village.
Parmi ses nombreuses compétences, la CCPB gère le gymnase et le plateau sportif du collège de Lemberg, le gymnase et le plateau sportif du collège Kieffer de Bitche, La piscine et la médiathèque Rocca de Bitche, le site du Simserhof au Légeret, le site verrier de Meisenthal, le musée du Sabotier de Soucht, le site du moulin d'Eschviller, la collecte des ordures ménagères, l’entretien des cours d’eau et le développement touristique. Le siège administratif et les bureaux de la CCPB se situent à Bitche, au 4 rue du Général Stuhl.

### Tendances politiques et résultats

#### Élections présidentielles
Lors du second tour de l'élection présidentielle de 2002, Jacques Chirac, RPR, élu, avait obtenu à Gros-Réderching 82,21 % des suffrages et Jean-Marie Le Pen, FN, 17,79 % des suffrages ; le taux de participation était de 79,71 %.
Cinq ans plus tard, lors du second tour de l'élection présidentielle de 2007, Nicolas Sarkozy, UMP, élu, avait obtenu à Gros-Réderching 64,79 % des suffrages et Ségolène Royal, PS, 35,21 % des suffrages ; le taux de participation était de 86,50 %.
Cinq ans plus tard, lors du second tour de l'élection présidentielle de 2012, François Hollande, PS, élu, avait recueilli 34,29 % des suffrages et Nicolas Sarkozy, UMP, 65,71 % des suffrages ; le taux de participation était de 81,51 %.

### Liste des maires
| Période                                  | Période   | Identité    | Étiquette | Qualité |
| ---------------------------------------- | --------- | ----------- | --------- | ------- |
| mars 1983                                | mars 2001 | Louis Zins  |           |         |
| mars 2001                                | En cours  | Norbert Dor |           |         |
| Les données manquantes sont à compléter. |           |             |           |         |

### Budget et fiscalité 2021
En 2021, le budget de la commune était constitué ainsi :
- total des produits de fonctionnement : 809 000 €, soit 627 € par habitant ;
- total des charges de fonctionnement : 702 000 €, soit 507 € par habitant ;
- total des ressources d'investissement : 275 000 €, soit 198 € par habitant ;
- total des emplois d'investissement : 134 000 €, soit 97 € par habitant ;
- endettement : 521 000 €, soit 376 € par habitant.

Avec les taux de fiscalité suivants :
- taxe d'habitation : 13,67 % ;
- taxe foncière sur les propriétés bâties : 27,52 % ;
- taxe foncière sur les propriétés non bâties : 62,25 % ;
- taxe additionnelle à la taxe foncière sur les propriétés non bâties : 0,00 % ;
- cotisation foncière des entreprises : 0,00 %.

Chiffres clés Revenus et pauvreté des ménages en 2019 : médiane en 2019 du revenu disponible, par unité de consommation : 22 210 €.

## Population et société

### Démographie
L'évolution du nombre d'habitants est connue à travers les recensements de la population effectués dans la commune depuis 1793. Pour les communes de moins de 10 000 habitants, une enquête de recensement portant sur toute la population est réalisée tous les cinq ans, les populations de référence des années intermédiaires étant quant à elles estimées par interpolation ou extrapolation. Pour la commune, le premier recensement exhaustif entrant dans le cadre du nouveau dispositif a été réalisé en 2006.

En 2022, la commune comptait 1 273 habitants, en évolution de −4,86 % par rapport à 2016 (Moselle : +0,52 %, France hors Mayotte : +2,11 %).
| 1793 | 1800 | 1806 | 1821  | 1836  | 1841  | 1861  | 1866  | 1871  |
| ---- | ---- | ---- | ----- | ----- | ----- | ----- | ----- | ----- |
| 751  | 614  | 800  | 1 096 | 1 400 | 1 301 | 1 219 | 1 264 | 1 183 |

| 1875  | 1880  | 1885 | 1890 | 1895 | 1900 | 1905 | 1910 | 1921 |
| ----- | ----- | ---- | ---- | ---- | ---- | ---- | ---- | ---- |
| 1 063 | 1 070 | 977  | 974  | 936  | 946  | 974  | 987  | 932  |

| 1926  | 1931 | 1936  | 1946 | 1954 | 1962 | 1968 | 1975 | 1982 |
| ----- | ---- | ----- | ---- | ---- | ---- | ---- | ---- | ---- |
| 1 008 | 999  | 1 039 | 894  | 935  | 922  | 886  | 895  | 964  |

| 1990  | 1999  | 2006  | 2011  | 2016  | 2021  | 2022  | - | - |
| ----- | ----- | ----- | ----- | ----- | ----- | ----- | - | - |
| 1 065 | 1 139 | 1 323 | 1 299 | 1 338 | 1 299 | 1 273 | - | - |

La population a toujours été importante, comptant 818 habitants en 1817, 1300 en 1852, et 964 au recensement de 1982.

### Enseignement
La commune de Gros-Réderching est rattachée à l'académie de Nancy-Metz. Cette académie fait partie de la zone B pour son calendrier de vacances scolaires, et cela depuis le redécoupage des régions françaises de 2015. Avant, elle faisait partie de la zone A,.
Le village dispose de deux écoles, une école maternelle (2 classes pour 3 niveaux), et une école primaire (4 classes pour 5 niveaux).
Les élèves vont ensuite au collège Jean Seitlinger de Rohrbach-lès-Bitche. Pour poursuivre leurs études en lycée, les jeunes Gros-Réderchingeois se rendent principalement à Bitche ou à Sarreguemines.

### Médias

Le logo du Républicain lorrain.

Le Républicain lorrain est un quotidien régional d’information dont le siège social se situe à Metz. Dans son édition de Sarreguemines-Bitche, il consacre régulièrement des articles à l’actualité communale.
Dans le domaine des médias audiovisuels, trois chaînes de télévision sont accessibles aux habitants de Gros-Réderching et relaient les informations locales : France 3 Lorraine, Mosaïk et TV Cristal. Parmi les nombreuses stations de radio disponibles, on peut citer Radio Studio 1 et Radio Mélodie, basées respectivement à Bitche et à Sarreguemines, ainsi que Radio Salü, radio de langue allemande basée à Sarrebruck.

### Santé
- Professionnels et établissements de santé[38] :
- Médecins à Gros-Réderching, Achen, Wiesviller, Rohrbach-lès-Bitche,
- Pharmacies à Achen, Rohrbach-lès-Bitche, Rémelfing, Volmunster,
- Hôpitaux à Sarreguemines, Bitche.

### Cultes
- Culte catholique, Communauté de Paroisses "Les Prairies de la Zorn"[39], Diocèse de Metz.

## Culture locale et patrimoine

### Lieux et monuments
- Passage de la voie romaine[40].
- Château dit ferme d'Olferding, construit à partir de 1737, deux pavillons à toit à quatre pans, aux frais de Henry de Mallan, gentilhomme irlandais réfugié en Lorraine et garde au service du duc, lieutenant au régiment de Saxe, résidant à Alberting, écart disparu de Gros-Redérching[41].
- Ligne Maginot : Ouvrage du Welschhof.

### Patrimoine religieux

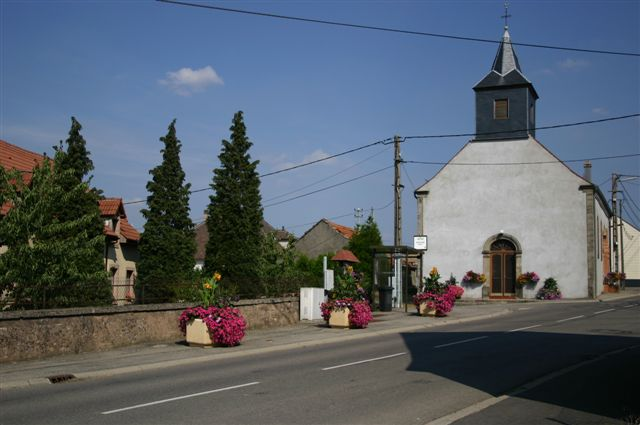
La chapelle Saint-Donat de Singling.

- Église paroissiale Saint-Didier, reconstruite en 1751 à la suite de la visite canonique effectuée en octobre 1749, ordonnant que la sacristie, le chœur et la nef soient démolis et reconstruits à neuf[42]. Autels provenant du Grâfinthal (Sarre) avec baldaquin et statues XVIIIe siècle, ancien pèlerinage.

Orgue Willy Meurer (1962),.
- Chapelle gothique Sainte-Marguerite à Olferding[45], chapelle de l'ancien village d'Alberting construite au XVe siècle. En mauvais état depuis le début du XXe siècle, elle est actuellement en ruines, des tentatives de restauration dans les années 1972 ayant échoué. Autrefois but d'un pèlerinage à sainte Marguerite pour la protection du bétail, invoquée aussi à l'occasion des grandes sécheresses.
- Chapelle Saint-Antoine-de-Padoue[46], Saint-Donat à Singling, dédiée à saint Donat, construite et bénite en 1815. A remplacé une chapelle dédiée à saint Antoine de Padoue, construite et fondée en 1698 aux frais du sieur Georges Poncet, bourgeois marchand de Bitche.
- Monument aux morts[47] : Conflits commémorés : Guerres 1914-1918 - 1939-1945 .

### Patrimoine culturel

#### Dialecte
Sur le plan culturel, la seconde moitié du XXe siècle se caractérise par la diffusion de la langue française dans le village et plus largement dans l'ensemble de la population alsacienne et mosellane. Depuis le traumatisme de l'occupation nazie de 1940-1945, la langue allemande et le dialecte francique sont en net recul même si le canton de Rohrbach comptait encore 80 à 90 % de locuteurs du francique lorrain en 1962.
Dans les conversations en français de Moselle germanophone, outre les spécificités de l'accent francique lorrain (non distinction entre le p et le b, le ch et le j, le d et le t), la syntaxe est fréquemment bousculée par celle de l'allemand. Parmi les autres tendances lourdes figurent l'inversion entre le prénom et le nom (Muller Michel), l'usage fréquent d'abréviations pour les noms de localités (Gros-Réd', Petit-Réd', Schmitt', 'Bruck, Stras'), et l'emprunt de mots à la langue francique rhénane (Bix, Flammkuche, Schnaps, Scheslon, Kirb).

### Personnalités liées à la commune
- Jean Eguether ou Equeter, sous-lieutenant et porte-étendard sous Napoléon, né à Gros-Réderching le 17 janvier 1773[49]. Il fut décoré de la Légion d’honneur en 1807 et maire du village de 1831 à 1840[1] ;
- Émile Adam, maire de Nancy entre 1888 et 1892, est né à Gros-Réderching en 1828.
- Le 18 octobre 1804, le célèbre philatéliste Camille Cellier choisit Gros-Réderching comme résidence pour sa retraite qui lui permit d'inventer la colle à timbres, encore utilisée de nos jours sur des milliards d'enveloppes.[réf. nécessaire]

### Héraldique
| Blason de Gros-Réderching | Blason  | De gueules à la tour d'argent sommée d'un lion d'or issant, accostée de deux alérions d'argent |
| Blason de Gros-Réderching | Détails | Le statut officiel du blason reste à déterminer.                                               |